# Runan
Runan (en bretó Runan) és un municipi francès, situat a la regió de Bretanya, al departament de Costes del Nord. L'any 1999 tenia 225 habitants.

## Demografia
| 1962                                       | 1968 | 1975 | 1982 | 1990 | 1999 |
| ------------------------------------------ | ---- | ---- | ---- | ---- | ---- |
| 314                                        | 276  | 241  | 225  | 227  | 225  |
| Des de 1962: població sense dobles comptes |      |      |      |      |      |

## Administració
| Període   | Identitat            | Partit |
| --------- | -------------------- | ------ |
| 1986-2001 | Pierrette Boucher    | PS     |
| 2001-2008 | Jean-Pierre Le Bihan | UMP    |
| 2008-     | Yvon Le Bianic       | PS     |